# All India Majlis-e-Ittehadul Muslimen

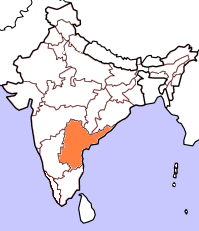
Lok Sabha 2004.

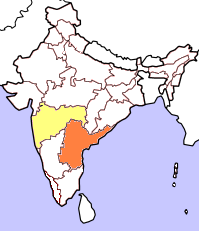
Delstatsval närmast före juni 2004.

All India Majlis-e-Ittehadul Muslimen är ett politiskt parti i Indien. Partiets fäste är gamla staden i Hyderabad i Andhra Pradesh. AIMIM vann ett mandat i valkretsen Hyderabad i Lok Sabhavalet 2004. Partiet har innehaft det mandatet sedan 1984. 1984-2004 representerades partiet av sin ordförande Sultan Salahuddin Owaisi, inför valet 2004 valde Owaisi att överlåta ansvaret till sin son Asaduddin Owaisi.
I delstatsvalet i Andhra Pradesh 2004 lanserade AIMIM sju kandidater, varav fyra blev valda.
AIMIM har 36 mandat (av 100) i Hyderabads kommunfullmäktige.
Majlis-e-Ittehadul Muslimen har rötter tillbaka till nizamtiden. Partiet grundades 1927 av Bahadur Yar Jung som ett pro-nizamparti. Partiet förespråkade ett oberoende muslimskt styre snarare än integration med Indien. Partiet mobiliserade en paramilitär styrka, Razakars (volontärerna). Totalt mobiliserades upp till 150 000 män i Razakarmilisen, som kämpade mot kommunisterna och för Hyderabadstatens självständighet. Efter Hyderabadstatens integration med Indien 1948 förbjöds Majlis och dess ledare, Qasim Razvi, fängslades. Ravzi deporterades till Pakistan 1957.
1957 reorganiserades Majlis. Partiet försöker idag distansera sig från sitt förflutna, och partiets stadgar erkänner idag Hyderabad som en del av Indien. Namnet på partiet ändrades också ("All India" lades till) för att klargöra inställningen i den nationella frågan.
En utbrytargrupp som skapade mycket problem för partiet under slutet av 1990-talet är Majlis Bachao Tehreek (Rörelsen Rädda Majlis). Nu verkar dock MBT ha marginaliserats.
Partiet står för en islamistisk politik.
13 september 2001 försökte AIMIM:s ledare i Andhra Pradeshs delstatsförsamling stoppa en deklaration som fördömde 11 september-attackerna.